# Еліз Левек
Еліз Марі Левек (фр. Elyse Marie Levesque, нар. 10 вересня 1985) — канадська кіно- і телевізійна акторка. Вона найвідоміша за роллю Хлої Армстронг в т/с Зоряна брама: Всесвіт на телеканалі Syfy.

## Ранні роки
Вона народилася і виросла у місті Регіна, Саскачеван, Канада.

## Фільмографія
| Рік       | Назва                     | Роль                  |
| --------- | ------------------------- | --------------------- |
| 1997–2000 | Неймовірна історія Studio | Різні ролі            |
| 2001      | MythQuest                 | Eurydice              |
| 2001      | 2030 CE                   | Д-р Максіна Річ       |
| 2003      | Зраджена                  | Camp Leader           |
| 2004      | The Cradle Will Fall      | Maureen               |
| 2004      | Renegadepress.com         | Ванесса               |
| 2005      | Загублений ангел          | Молодая Біллі         |
| 2006      | Сім'я в підпіллі          | Алісія Петерсон       |
| 2006      | Майстри жаху              | Вірджинія По          |
| 2007      | Unthinkable               | Kelly Shaw            |
| 2007      | The Wedding Wish          | Tina Landers          |
| 2007      | Normal                    | Marcy the Babysitter  |
| 2007      | Привиди жіночої общаги    | Вітні                 |
| 2007      | Таємниці Смолвіля         | Кейсі Брок (лаборант) |
| 2007      | Флеш Гордон               | Лейла                 |
| 2008      | Free to Go                | Ганна                 |
| 2008      | Люди у деревах            | Трісіа                |
| 2008      | Штормове попередження     | Дана Саундерс         |
| 2008      | Подорож до центру Землі   | Емілі                 |
| 2008      | The Christmas Crash       | Тереза                |
| 2008      | A Season to Wither        | Мері                  |
| 2009–2011 | Зоряна брама: Всесвіт     | Хлоя Армстронг        |
| 2012      | Fishing Naked             | Емі                   |
| 2012      | Slumber Party Slaughter   | Надіа                 |
| 2019      | Гра в хованки             | Череті Ле Домас       |
| 2022      | Потойбічне                | Тамара                |